# За кращу Латвію
За кращу Латвію (латис. Par Labu Latviju!) — колишній латвійський блок політичних партій, що існував з 12 червня 2010 до 16 жовтня 2011 року.
До блоку «За кращу Латвію» увійшли п'ять політичних партій: Народна партія (латис. Tautas partija), Латвійська перша партія/Латвійський шлях (LPP/LC), політична партія «Огрському краю» (латис. Ogres novadam), партія «Єдина Резекне» (латис. Vienota Rēzekne), партія Народ Латгалії (латис. Latgales tauta).
На виборах в 10-й Сейм «За кращу Латвію» набрав 7,65 % голосів виборців й отримав 8 мандатів з 100. На пост прем'єр-міністра від об'єднання висувався Айнарс Шлесерс.
Головою парламентської фракції блоку «За кращу Латвію» було призначено колишнього міністра у справах самоврядувань Едгара Заланса (Народна партія). Його заступниками стали Рита Строде (LPP/LC) і Маріс Кучінскіс (Народна партія).
Журналісти іноді називають об'єднання «За кращу Латвію» — «Блок олігархів»